# Cijuela
Cijuela – gmina w Hiszpanii, w prowincji Grenada, w Andaluzji, o powierzchni 17,92 km². W 2011 roku gmina liczyła 3098 mieszkańców.
Cijuela ma swój początek jako dom wiejski w okresie muzułmańskim.